# Cyathus stercoreus
Cyathus stercoreus är en svampart som först beskrevs av Ludwig David von Schweinitz, och fick sitt nu gällande namn av De Toni 1888. Enligt Catalogue of Life ingår Cyathus stercoreus i släktet Cyathus,  och familjen Agaricaceae, men enligt Dyntaxa är tillhörigheten istället släktet Cyathus,  och familjen brödkorgsvampar. Artens status i Sverige är: Ej påträffad. Inga underarter finns listade i Catalogue of Life.

## Källor

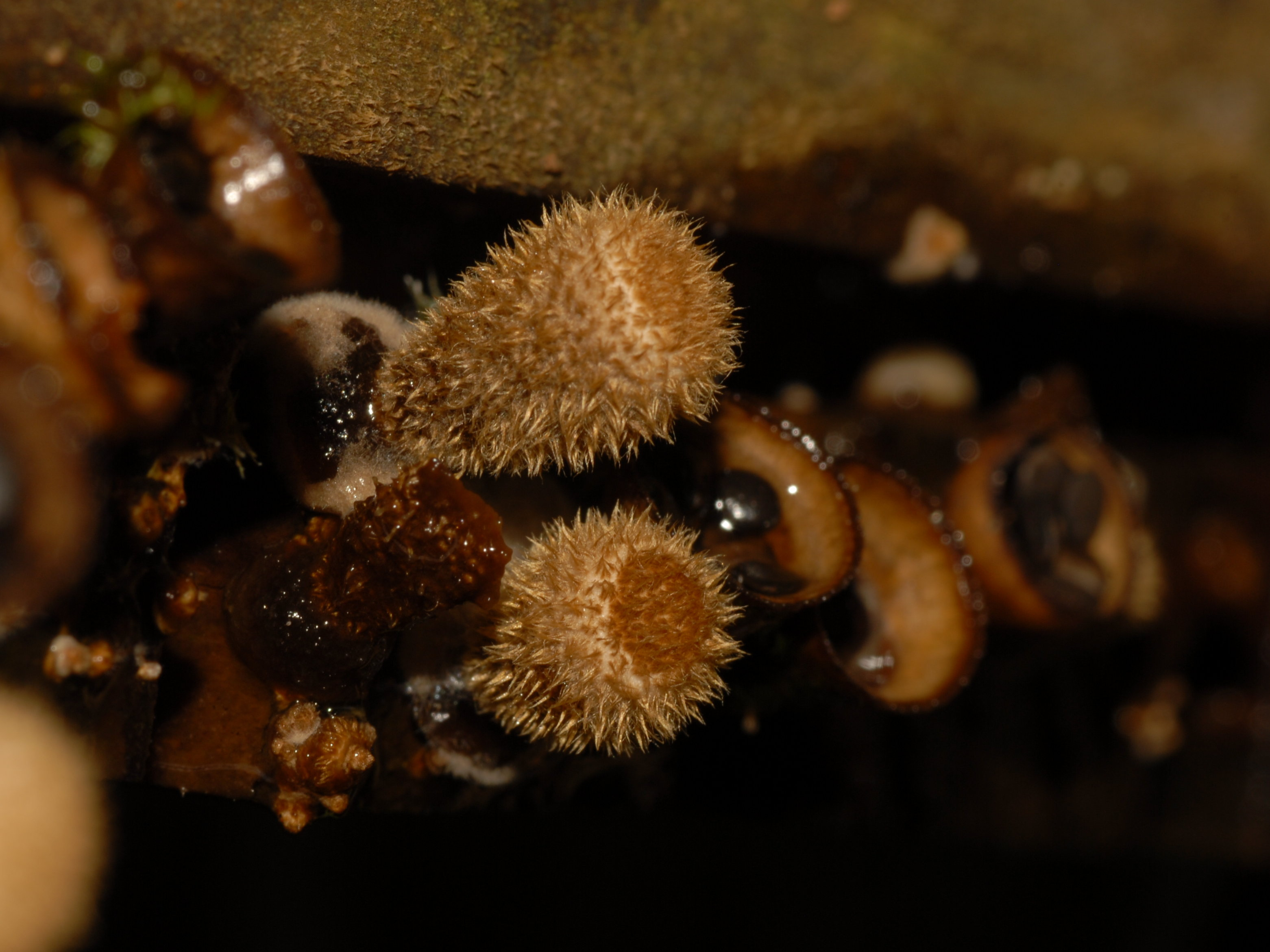
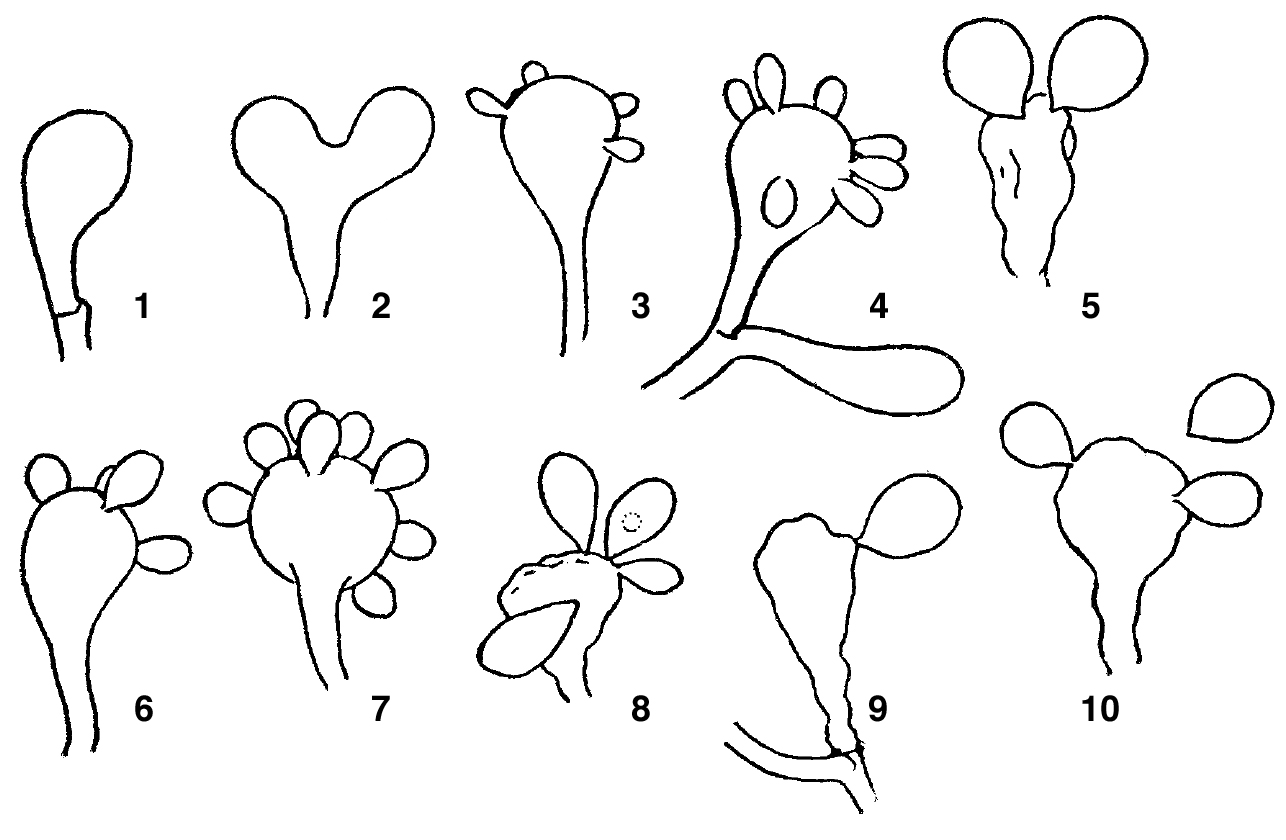